# Chiesa rupestre della Madonna delle Sette Lampade
La chiesa rupestre della Madonna delle Sette Lampade (mottolese: Madonne de li Sétte Lambe [AFI: ma'donnə də li 'settə 'lambə]) è un santuario religioso situato a Mottola, in provincia di Taranto, in Puglia.
Scavata anteriormente al XII secolo, la chiesa fu riscoperta il 14 settembre 1837 a seguito dell'apparizione della Vergine in sogno ad una donna malata di colera mentre l'epidemia imperversava nella città. La riscoperta fu miracolosa poiché portò alla guarigione della donna e alla cessazione dell'epidemia tre giorni dopo, il 17 settembre.

## Storia
La chiesa è situata in contrada San Gregorio a circa un chilometro dal centro abitato, vicino alle due chiese rupestri di San Gregorio e della Madonna degli Angeli. La chiesa è talora appellata anche a Santa Caterina: tale attribuzione, deriverebbe dall'individuazione del monastero medievale di Santa Caterina con la chiesa rupestre della Madonna delle Sette Lampade. In verità a Mottola, un monastero di Santa Caterina è esistito e documentato nella donazione alla Badia di Cava de' Tirreni nel 1081 e in una visita nel 1618, tuttavia l'individuazione di quest'ultimo con la chiesa rupestre è pretestuosa e non suffragata da prove archeologiche: per esempio nella visita del 1618, si menziona la presenza di un affresco di Santa Caterina, che, nelle descrizioni successive dell'invaso sull'arredo pittorico più antico, non compare.
La chiesa è stata riscoperta solo nel 14 settembre 1837, data in cui ricevette l'attuale denominazione. Dal 19 agosto di quell'anno, la città era flagellata da un'epidemia di colera, morbo che causò 230 morti a fronte di una popolazione di circa 3500 abitanti. Quel giorno, una donna colerosa riferì di aver avuto una visione della Vergine Maria: la Vergine le avrebbe promesso la fine dell'epidemia e la sua guarigione, a condizione che fosse rinvenuta una cappella a lei dedicata, indicando esattamente il luogo in cui si trovava. Nonostante le sue condizioni critiche, la donna comunicò l'apparizione al suo confessore, il quale diffuse velocemente la notizia. In risposta, numerosi cittadini, muniti di badili, si recarono nel luogo indicato riportando, con loro stupore, un'antica chiesa rupestre contenente alcuni affreschi sacri: dopo solo tre giorni dal ritrovamento, la donna guarì e l'epidemia cessò. A seguito di ciò, i fedeli di Mottola mantengono per tradizione accese sette lampade e celebrano la festa in onore della Madonna, ritenuta salvifica, il 14 settembre di ogni anno.

### Tradizione e folclore
Secondo la tradizione, la festa della Madonna delle Sette Lampade è preceduta da una novena: durante queste mattine, un gruppo di ragazzi gira per le strade del centro abitato suonando un campanello, invitando la cittadinanza a recarsi a piedi presso il santuario: «Ci vole venì abbasce alla Madonne de li Sétte Lambe, iosce alli quatte» ([AFI: tʃi 'volə və'ni ab'baʃə 'alla ma'donnə də li 'settə 'lambə 'joʃə 'alli 'kwattə] «Chi vuole venire giù alla Madonna delle Sette Lampade, oggi alle quattro»). Alle quattro del pomeriggio dunque, il popolo, oltre alle varie preci e orazioni, si esibiva anche in diversi tipi di canti popolari. La mattina del 14 settembre avviene la caratteristica messa all'aperto presso il santuario rupestre, dopodiché il popolo si intrattiene convivialmente, con alcuni che si attrezzano per pranzare a sacco, per poi ripercorrere a piedi il pendio di ritorno a casa.
Nel complesso rupestre presente tra la chiesa della Madonna delle Sette Lampade e la Madonna degli Angeli, si svolge annualmente il Presepe Vivente di Mottola.
Nel linguaggio popolare, è noto l'agnome, o soprannome familiare, Séttelambe. Nei primi decenni del Novecento, durante il periodo tra le due guerre, un devoto fu incaricato di curare i lumini a olio sull'altare maggiore della chiesetta, chiedendo grazie e protezione alla Madonna per i soldati. L'uomo svolse questo compito con così tanta lena da ricevere questo soprannome.

## Struttura architettonica

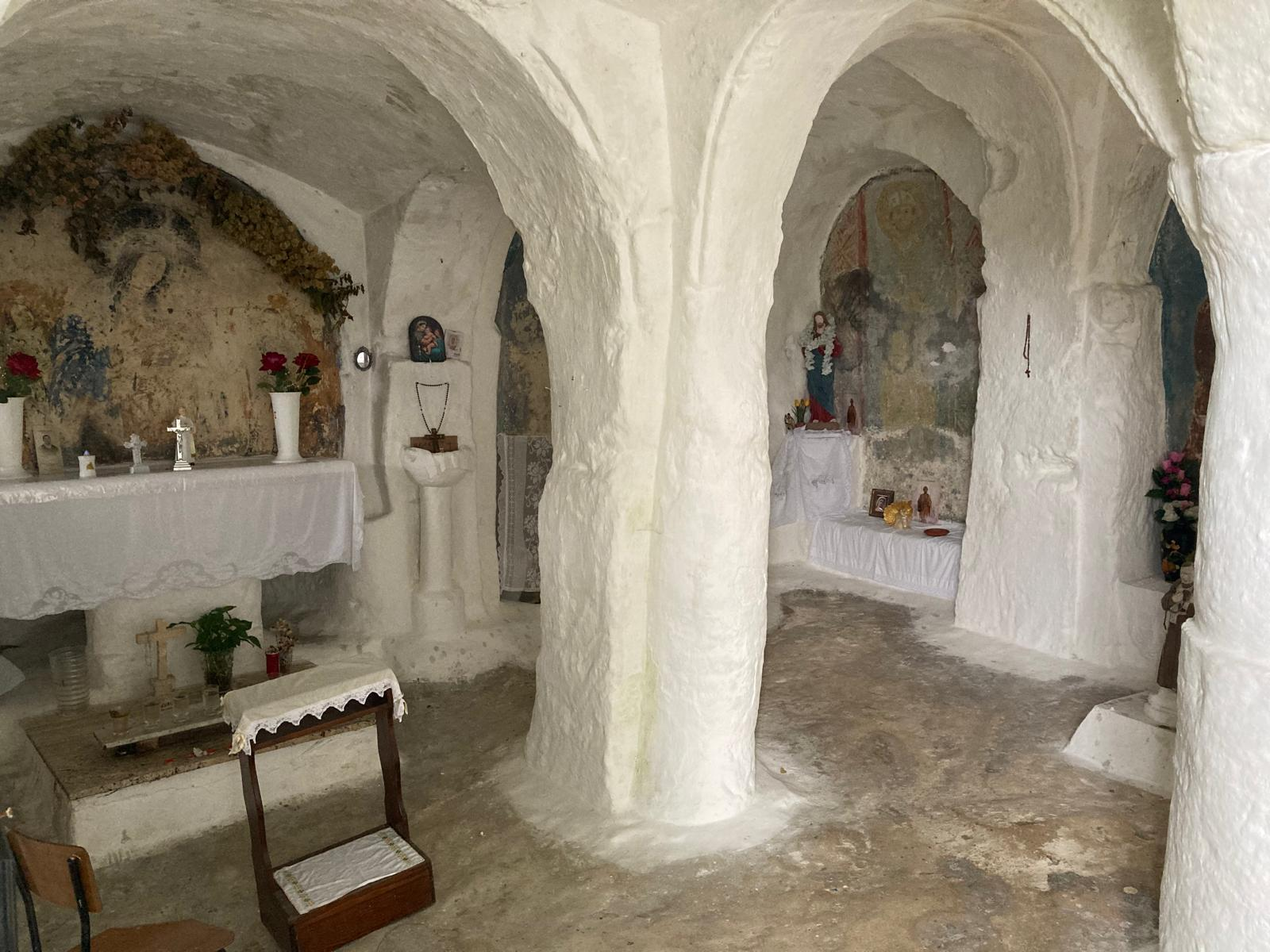
Veduta generale della chiesa rupestre

La pianta del edificio presenta due navate, probabilmente per esercitare sia il rito greco che quello latino, entrambe dotate di abside con calotta a vela superiore: esse sono ora celate da pale murarie di forma rettangolare. Le navate sono separate da archi a tutto sesto sostenuti da pilastri di diversa sezione: uno di forma circolare, l'altro di forma rettangolare con semicolonne addossate. La differenza della forma delle colonne rileverebbe una trasformazione architettonica, in questo caso incompiuta, in atto a partire dal XII secolo e riscontrabile in altre chiese rupestri mottolesi; pertanto, sebbene la datazione sia incerta, la chiesa è stata scavata sicuramente prima del XII secolo, probabilmente tra il X e l'XI, contemporaneamente ad altre del comprensorio.
Il soffitto è caratterizzato da una lavorazione differente in ciascuna campata, con variazioni che spaziano dalla finzione di cupole a quella di solai in legno e tetti a doppio spiovente, simili ad altre chiese rupestri mottolesi, come quella di San Gregorio. È presente inoltre un’acquasantiera scolpita direttamente nel banco tufaceo, alta quanto l'altare, datata oltre il XIV secolo.

## Arredo pittorico
L'arredo pittorico registra due periodi artistici ancora visibili: quello d'epoca medievale e quello moderno. Lo strato "originario", probabilmente palinsesto, databile tra il XIII e XIV secolo, era composto: dalla Deesis con la Vergine e San Giovanni battista sull'abside di destra, una Madonna con Bambino con San Giovanni Evangelista e San Pietro sull'abside di sinistra e, sulla parete nord (alla destra del fedele), Santa Venerdia e San Giorgio. Dopo la riscoperta del 1837, questi affreschi, ad eccezione di Santa Venerdia, sono stati ricoperti da nuove pale murarie: sull'abside sinistra è stata installata una Madonna tra gli angeli con Bambino, nonché la Madonna delle Sette Lampade, su quella destra San Gregorio Magno, infine, al posto del San Giorgio, già parecchio deteriorato, una Crocifissione con la Madonna e Maria Maddalena.

### Corredo iconografico
Nell'abside sinistra, alle spalle dell'affresco ottocentesco della Madonna delle Sette Lampade, si cela l'antico affresco della Vergine Kyriotissa, cioè la rappresentazione della Regina dominatrice del mondo: la Madonna è seduta su un trono e tiene il Bambino sulle ginocchia, sostenendolo con entrambe le braccia, inoltre, la Vergine è accompagnata da san Giovanni Evangelista a sinistra e da san Pietro a destra riconoscibile dalla chiave. Nell'abside destra invece, è nascosto invece una Deesis classica, con il Pantocratore tra la Vergine e il Battista, che regge il Vangelo riporta la scritta del passo dell'Apocalisse (1, 8; 17) «Io sono l'Α e l'Ω, il primo e l'ultimo, il Novissimo». Sulla parete della navata nord, l'affresco preesistente del San Giorgio, occultato dalla pala novecentesca della Crocifissione, ritraeva la classica iconografia del Santo a cavallo che combatte il drago, mentre è ancora visibile Santa Parasceve o Venerdia nell'arcata più vicina all'abside sinistra: la Santa è effigiata nell'iconografia normanno-sveva, come si deduce dagli abiti e dal copricapo che indossa. Un ulteriore approfondimento merita la decorazione rosso e blu a mo' di lastra marmorea, presente anche nell'altare di San Giovanni Battista a San Nicola. Da un lato, è possibile che questi motivi geometrici probabilmente erano degli arrangiamenti iconografici, accordati tra committente e frescante, per riassumere il ciclo agiografico di un santo o una santa: difatti, capitava che, per motivi di spazio o economici, non era possibile ritrarre uno o più episodi agiografici; pertanto si ritraeva semplicemente il santo o la santa in questione in questo tipo di ornamento; dall'altro lato è possibile che queste decorazioni potessero essere semplicemente espressioni artistiche indipendenti del tempo. Data la presenza di elementi iconografici affini, come ad esempio la rappresentazione di Santa Parasceve sia qui che a San Nicola e la somiglianza stilistica con il Pantocratore di San Gregorio, lascia intendere che abbia lavorato nel comprensorio rupestre mottolese la medesima squadra di frescanti, ispirati al modello iconografico siciliano.
La pala principale della campagna pittorica del XIX secolo è quella della Madonna delle Sette Lampade: essa rappresenta la Vergine Odegitria attorniata dagli angeli con il maphorion azzurro mentre regge Gesù Bambino. Di fianco compare un dipinto di San Gregorio che impugna il pastorale a croce doppia con una colomba bianca sulla spalla, suo elemento iconografico tradizionale: tramite Giovanni Diacono prima, e poi tramite la Legenda Aurea di Jacopo da Varazze, si narra che una colomba posatasi sulla spalla di Gregorio abbia suggerito le parole dei suoi scritti. Infine, nel secondo arco di destra a fianco a Santa Parasceve, sopra l'affresco medievale del San Giorgio, campeggia una Crocifissione di Cristo in cui Maria, in piedi, è ritratta piangente, mentre Maria Maddalena, inginocchiata, è colta nell'atto di abbracciare la croce. Quest'opera è la più recente, essendo stata realizzata, su commissione da alcuni devoti, nel 1939 dal pittore mottolese Francesco Sportelli. L'opera fu ritoccata nel 1955, su richiesta di alcuni fedeli, dall'artista mottolese Francesco Crisanti.

## Curiosità
La campionessa olimpica mottolese a Tokyo 2020 Antonella Palmisano è molto devota alla Madonna delle Sette Lampade. In un'intervista post gara, ha rivelato di aver chiamato il padre la sera prima della gara, chiedendogli di accendere i sette ceri all'interno della chiesa rupestre in segno di grazia e preghiera.